# Nainville-les-Roches
Nainville-les-Roches település Franciaországban, Essonne megyében. Lakosainak száma 521 fő (2022. január 1.). Nainville-les-Roches Auvernaux, Soisy-sur-École, Saint-Fargeau-Ponthierry, Saint-Sauveur-sur-École és Champcueil községekkel határos.

## Népesség
A település népességének változása:
| Lakosok száma | 455  | 461  | 470  | 487  | 503  | 517  | 520  | 521  |
|               | 2015 | 2016 | 2017 | 2018 | 2019 | 2020 | 2021 | 2022 |